# Тору-Айгырский аильный округ
Тору-Айгырский аильный округ (аймак) — административная единица в Иссык-Кульском районе Иссык-Кульской области Кыргызстана.
Код COATE — 41702 225 845 00 0

## Население
По данным переписи 2022 года, в аильном округе проживало 6 008 человек.

## История
Первые упоминания названия Тору-Айгыр встречается в источнике под названием «Общее описание о Шинжан» (период династии Цин), в котором пишется, что киргизы делились на 19 племен: Чон-Багыш, Кыпчак, Сарттар, Найман, Каратегин, Тейит, Тору-айгыр, Солто, Жоош, Адигине, Чаар-сайак, Саяк, Басыз, Монолдор, Саркол, Черик, Кушчу, Сарыбагыш, Нойгут.
Недалеко от села, в бассейне реки Тору-Айгыр, на всем её протяжении, на камнях и скалах располагаются наскальные рисунки древнейших кочевников, а также курганные могильники и каменные изваяния тюрков. Рядом курганные захоронения сакско-усуньского времени (VIII—VI в). Здесь же встречаются и захоронения тюркского периода (VI—XIV в).
Населенный пункт Тору-Айгыр отмечен на карте американского путешественника, ученого, дипломата Юджина Скайлера, на которой предоставлена обширная географическая информация о Центральной Азии; Тору-Айгыр носит название Turai-gyr. Карта была издана в 1875 году.

## Известные уроженцы
- Ахунбаев, Иса Коноевич — советский хирург, основоположник грудной хирургии Кыргызстана.
- Минжилкиев, Булат Абдуллаевич — советский, кыргызский и российский оперный певец (бас), педагог. Народный артист СССР (1976). Лауреат Государственной премии СССР и премии Ленинского комсомола.
- Токобаев, Молдогазы — киргизский советский государственный и политический деятель, председатель президиума Верховного Совета Киргизской ССР (22 марта 1943 — 14 ноября 1945).

## Административное деление
В состав Тору-Айгырского аильного округа ныне входят населённые пункты:
- Тору-Айгыр
- Кызыл-Орюк
- Сары-Камыш

## Примечание
1. ↑  Государственный классификатор система обозначений объектов административно-территориальных и территориальных единиц Кыргызской республики. Архивная копия от 18 марта 2018 на Wayback Machine — Бишкек: Национальный статистический комитет Кыргызской республики, 2017.
2. ↑  Численность населения областей, районов, городов,поселков городского типа, айылных аймаков и айылов (сел) Кыргызской Республики Архивная копия от 10 ноября 2021 на Wayback Machine (на 2022 год).
3. ↑  Кайрат Токомбай. «История китайских кыргызов и их современное положение». Дата обращения: 13 декабря 2012. Архивировано 4 марта 2016 года.
4. ↑  Map of the Khanates of Bukhara, Khiva, and Khokand and Part of Russian Turkistan. Library of Congress, Washington, D.C. 20540 USA. Дата обращения: 11 августа 2023. Архивировано 11 августа 2023 года.